# Констебль Кастилії

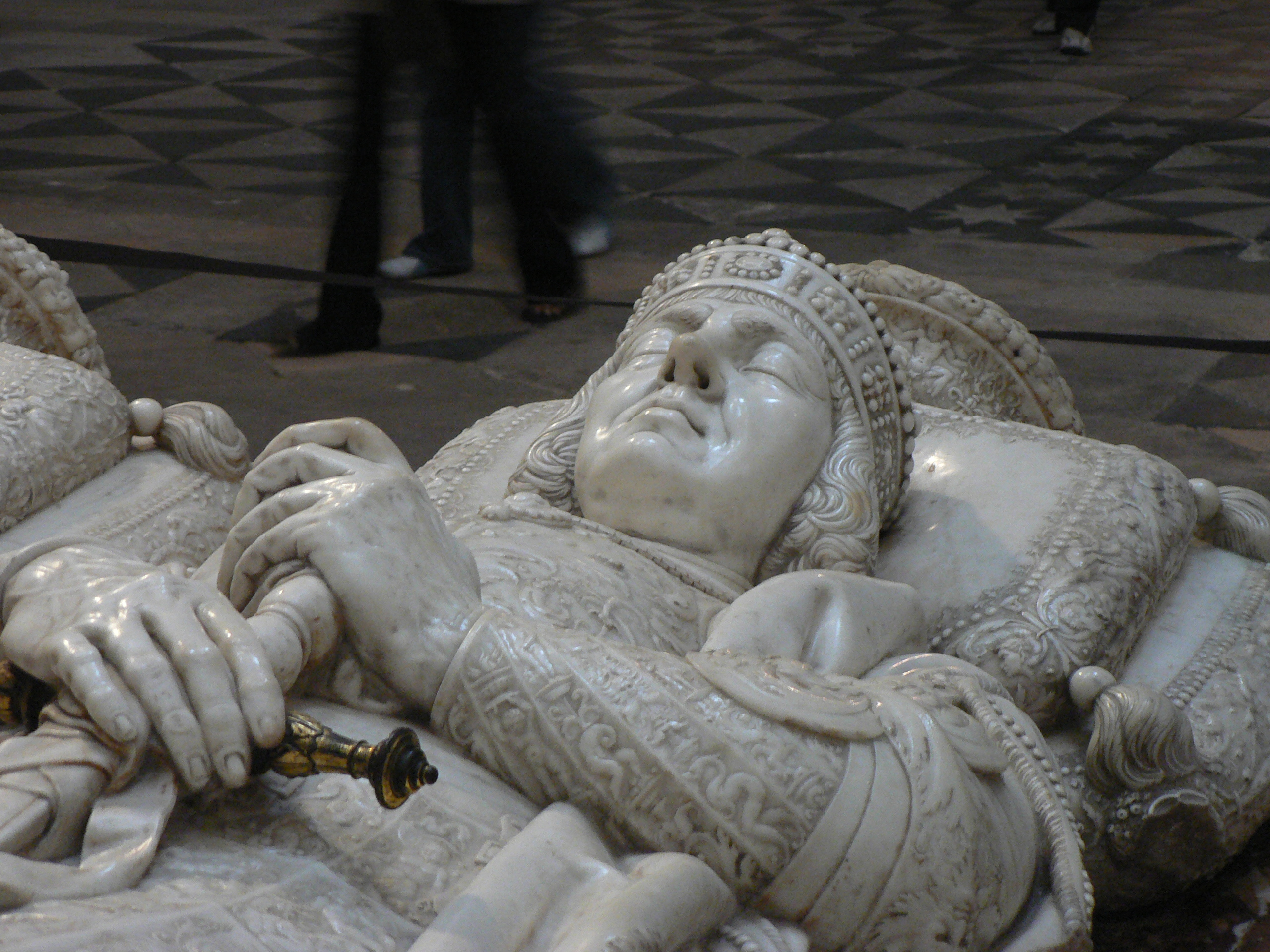
Деталь гробниці констебля Педро Фернандеса де Веласко в бургоському соборі.

Констебль Кастилії (ісп. Condestable de Castilla) — це було звання створене Хуаном I, королем Кастилії в 1382, щоб замінити звання Alférez Mayor del Reino. Констебль був другим після короля у владній структурі і в його відповідальність входило командування військами у відсутність короля.
У 1473 Енріке IV зробив це звання спадковим для сімейства Веласко і герцогів Фріаських. Після цих змін звання більше не мало будь-яких військових чи адміністративних значень і стало чисто почесним званням.